# Памятник Юрию Гагарину (Хьюстон)
Памятник Юрию Гагарину в Хьюстоне (США, штат Техас) был установлен в год пятидесятилетнего юбилею полёта Юрия Гагарина в космос.
Памятник установлен около исторического здания первой штаб-квартиры НАСА.
Памятник был поставлен здесь по инициативе международного благотворительного фонда «Диалог культур – Единый мир».
Монумент стал первым памятником Юрию Гагарину, установленным за пределами СССР и России.
Закладка памятника была произведена в июне, открыт памятник был в октябре 2011 года.
В день шестидесятилетнего юбилея полёта Юрия Гагарина 12 апреля 2021 года около памятника первому космонавту Земли в Хьюстоне прошла торжественная памятная церемония, в которой приняли участие астронавт Майкл Бейкер, генеральный консул РФ в Хьюстоне Александр Захаров, бывший руководитель космического центра в Хьюстоне Джордж Эбби и др. 

## Открытие памятника
Торжественная церемония открытия памятника прошла 15 октября, сам памятник установили дестью днями ранее.
В церемонии приняли участие директор космического ведомства Чарльз Болден, мэр города Хьюстон Анис Паркер, представители Министерства иностранных дел России, американских общественных и научно-исследовательских организаций.
Также на церемонию открытия приехали дочь Юрия Гагарина Галина Гагарина и её сын Юрий, названный в честь именитого дедушки.
Автором памятника является украинский скульптор Алексей Леонов. Губернатор Калужской области Анатолий Артамонов, где располагается аналогичная установленной в Хьюстоне скульптура, прислал участникам церемонии приветственное слово. 

## Описание памятника
Памятник представляет из себя полноростовую скульптуру Юрия Гагарина, в которой первый космонавт изображён с поднятыми вверх руками, как будто тянущимся к нему. На нём надет легкий лётный комбинезон, на лице изображена улыбка.
Памятник установлен на небольшом округлом постаменте, символически изображающем поверхность планеты Земля.
Памятник выполнен из бронзы.